# Procedura współpracy
Procedura współpracy – jedna z procedur legislacyjnych stosowana we Wspólnocie Europejskiej (obok procedury zgody, współdecydowania i konsultacji) przed Traktatem z Lizbony. Procedura współpracy jest uregulowana dawnym art. 252 Traktatu o ustanowieniu Wspólnoty Europejskiej.
1 grudnia 2009 r. procedura współpracy została usunięta i w Unii Europejskiej obowiązują tylko dwie procedury ustawodawcze: zwykła oraz specjalna.
Procedura współpracy wprowadzona została przez Jednolity akt europejski. Wzmacniała rolę Parlamentu Europejskiego poprzez wprowadzenie drugiego czytania projektu aktu prawnego w Parlamencie oraz Radzie UE. Dawała możliwość wprowadzenia poprawek do projektu ustawy przez Parlament Europejski.
Cały proces przebiegał następująco: Komisja Europejska przedstawiała Parlamentowi propozycje aktu prawnego, zatwierdzoną przez Komitet Ekonomiczno-Społeczny i Komitet Regionów. Propozycja wraz z opiniami przekazywana była Radzie UE, która kwalifikowana większością głosów przyjmowała tzw. wspólne stanowisko. Propozycja zostawała ponownie przekazywana do Parlamentu, gdzie odbywało się drugie czytanie. Parlament miał trzy miesiące na podjęcie działań, mógł proponowane wspólne stanowisko przyjąć odrzucić lub zaproponować poprawki.
W przypadku przyjęcia lub niepodjęcia żadnego z działań, akt prawny zgodny ze wspólnym stanowiskiem przyjmowała Rada UE.
W przypadku odrzucenia wspólnego stanowiska przez Parlament, Komisja Europejska mogła propozycję aktu prawnego wycofać. Wracał on wówczas do Rady i mógł zostać przez nią przyjęty, ale tylko jednomyślnie.
W przypadku zgłoszenia poprawek do aktu prawnego Komisja miała miesiąc na sprawdzenie poprawek i rozpatrzony dokument przekazywała ponownie Radzie. Rada EU przyjmowała poprawiony wniosek kwalifikowaną większością głosów lub wprowadzała do niego zmiany (jednomyślnie) albo odrzucała propozycję Komisji i cała procedura mogła się zaczynać od nowa.